# Брызгалов, Александр Николаевич
Александр Николаевич Брызгалов (27 октября 1930, с. Кротово, Аромашевский район, Тюменская область, РСФСР — 11 января 2017, с. Долгодеревенское, Сосновский район, Челябинская область) — советский и российский учёный-физик, заведующий лабораторией физических методов исследований ЧГПУ. Заслуженный работник высшей школы Российской Федерации (2002).

## Биография
Родился в семье «раскулаченных» крестьян.
В 1951 году окончил Тюменский учительский институт. В 1955 году окончил физико-математический факультет Тюменского педагогического института.
С 1964 года аспирант в Челябинского государственного педагогического института (ЧГПИ).

## Научная и педагогическая работа
В 1958—1964 годах работал учителем и директором в школах Тюменской и Челябинской областей.
С 1967 года — ассистент кафедры теоретической физики ЧГПИ, с 1969 года — старший преподаватель кафедры общей физики.
В 1964—1967, будучи аспирантом, работал на заводе «Кристалл» в Южноуральске, занимался вопросами выращивания искусственного кварца.
Кандидат (1969), доктор (1998) физико-математических наук. Тема докторской диссертации «Свойства и дефекты оптических кристаллов». Профессор (2005).
В 1975—2015 годах — заведующий лабораторией физических методов исследований ЧГПУ.
Автор уникального метода выращивания искусственных рубинов для медицинских инструментов
С 2015 года на пенсии.
Скончался и похоронен в селе Долгодеревенское.